# Mars Orbiter Mission
Mars Orbiter Mission (MOM), nieoficjalna nazwa: Mangalyaan – indyjska misja marsjańskiego orbitera organizowana przez ISRO (Indyjska Organizacja Badań Kosmicznych). Jest to pierwsza indyjska misja międzyplanetarna. 5 listopada 2013 roku sonda została umieszczona na orbicie wokółziemskiej przez indyjską rakietę nośną PSLV (Polar Satellite Launch Vehicle) wystrzeloną z kosmodromu w Sriharikota.
30 listopada 2013 roku sonda opuściła orbitę Ziemi, a 24 września 2014 roku osiągnęła orbitę Marsa. Manewr wejścia na orbitę zakończył się sukcesem i sonda rozpoczęła badania Czerwonej Planety. Statek, który miał działać jedynie przez pół roku i być demonstracją możliwości wysłania i operowania przez Indie sondą kosmiczną wokół innej planety, przekroczył wszelkie oczekiwania.
17 stycznia 2017 orbiter wykonał modyfikację orbity w celu uniknięcia długich zaćmień Słońca w lutym.

## Cele misji
Głównym celem pierwszej indyjskiej misji na Marsa jest rozwinięcie technologii wymaganych do projektowania, planowania i kierowania misją międzyplanetarną.

### Cele technologiczne
- Zaprojektowanie i wykonanie orbitera Marsa o zdolności do przeprowadzenia i przetrwania manewrów w okolicy Ziemi, fazy przelotu trwającej 300 dni, wejścia na orbitę wokół Marsa i fazy na orbicie wokółmarsjańskiej.
- Łączność kosmiczna dalekiego zasięgu, nawigacja, planowanie i kierowanie misją.
- Uwzględnienie autonomicznych procedur sterowania na wypadek sytuacji awaryjnych.

### Cele naukowe
- Badanie cech na powierzchni Marsa, ich morfologii, mineralogii oraz atmosfery marsjańskiej przy użyciu instrumentów naukowych wykonanych w Indiach.

## Wyposażenie naukowe
Sonda MOM jest wyposażona w pięć instrumentów naukowych o łącznej masie 14,5 kg:
- Mars Exospheric Neutral Composition Analyser (MENCA)
- Lyman Alpha Photometer (LAP)
- Methane Sensor for Mars (MSM) – przyrząd do wykrywania metanu w atmosferze na podstawie obserwacji jego linii absorpcyjnych[8]
- Thermal Infrared Imaging Spectrometer (TIS)
- Mars Color Camera (MCC)

## Ciekawostka
Indie stały się pierwszym krajem, któremu udała się za pierwszym razem misja do Marsa. Sonda ta jest też najtańszą misją międzyplanetarną w historii (stan na 2017). Dla porównania według premier Indii Narendr-i Modi cała misja na Marsa kosztuje mniej niż hollywoodzki film fantastyczno-naukowy Grawitacja z Sandrą Bullock.